# Lachnaia zoiai
Lachnaia zoiai es una especie de insecto coleóptero de la familia Chrysomelidae.
Fue descrita científicamente en 1997 por Regalin.